# Salsa (film, 2000)
Pour les articles homonymes, voir salsa (homonymie).
Pour plus de détails, voir Fiche technique et Distribution.
Salsa est un film franco-espagnol co-écrit et réalisé par Joyce Buñuel, sorti en 2000.
Le film a pour principaux interprètes Vincent Lecœur, Catherine Samie, Michel Aumont et Roland Blanche, ce dernier, décédé avant sa sortie, dont c'est le dernier rôle et auquel il est dédié.

## Synopsis
Remi Bonnet, virtuose de piano, décide d'abandonner le conservatoire où il étudie la musique classique pour se consacrer à une musique plus inspirante, la salsa. Le pianiste tente de rejoindre un groupe de musique cubain, mais réalise qu'il n'est pas crédible à leurs yeux. Grâce à du maquillage et des séances de bronzage intensives, il arrive à se faire passer pour Mongo, un Cubain fraîchement arrivé à Paris. Mais la supercherie tourne court lorsqu'il rencontre Nathalie, une future mariée à qui il donne des cours de danse.

## Fiche technique
Sauf indication contraire, les informations mentionnées dans cette section peuvent être confirmées par les bases de données cinématographiques IMDb et Unifrance,  présentes dans la section « Liens externes ».
- Titre original : Salsa
- Titre Espagnol : ¡Salsa!
- Réalisation : Joyce Buñuel
- Scénario : Joyce Buñuel et Jean-Claude Carrière
- Musique : Yuri Buenaventura, Sierra Maestra et Jean-Marie Sénia
- Décors : Jean Bauer
- Costumes : Christine Jacquin
- Photographie : Javier Aguirresarobe
- Son : Gilles Ortion
- Montage : Nicole Saunier
- Production : Aïssa Djabri, Farid Lahouassa et Manuel Munz
- Sociétés de production : Vertigo Productions (France) ; Mate Productions (Espagne) ; M6 Films et Universal Pictures (coproductions françaises)
- Sociétés de distribution  : Universal Pictures (France) ; eOne Entertainment España (Espagne) ; Belga Films (Belgique), Filmcoopi (Suisse romande), TVA Films (Québec)
- Pays de production :  France /  Espagne
- Langue originale : français
- Format : couleur
- Genre : comédie romantique musicale
- Durée : 100 minutes
- Dates de sortie :
  - Corée du Sud : 22 janvier 2000 (avant-première mondiale)
  - Suisse romande : 8 février 2000
  - Belgique, France : 9 février 2000
  - Espagne : 8 septembre 2000
  - Québec : 28 septembre 2001

## Distribution
- Vincent Lecœur : Rémi Bonnet / Mongo Alvarez
- Christianne Gout : Nathalie
- Catherine Samie : Leticia « Letty »
- Estéban Socrates Cobas Puente : Chucho Barreto
- Michel Aumont : Monsieur Redele
- Roland Blanche : Henri
- Alexis Valdés : Felipe
- Aurora Basnuevo : La Goya
- Eliza Maillot : Françoise
- Pierre-Arnaud Juin : Jean-Charles
- Elisabeth Margoni : Mme de Stael
- Naim Thomas :	Stéphane
- Stéphane Slima : L'inspecteur de police
- Marie-Charlotte Leclaire : La responsable des U.V.

## Production

### Tournage
Le tournage a lieu à Paris, entre le 22 mars et le 14 mai 1999.

### Musique
Sauf indication contraire ou complémentaire, les informations mentionnées dans cette section proviennent du générique de fin de l'œuvre audiovisuelle présentée ici.
1. Valse, opus 64 nº 2, de Frédéric Chopin
2. Étude révolutionnaire opus 10, no 12, de Frédéric Chopin
3. Theme Chopin latino, de Reynaldo Antonio Ceballos Hechevarria
4. Dame un traguito, de Sierra Maestra (3:11)
5. Ay ay ay Maria, de Siergio Barreto (3:31)
6. El son hay que llevarlo en el corazon, de Septeto Nacional Ignacio Pineiro (2:57)
7. Sazonando, de Chappottin Y Sus Estrellas (3:31)
8. Mandinga, de Rubén Gonzalez (interprété par Reynaldo Antonio Ceballos Hechevarria) (8:27)
9. Mueve la cintura, de Issac Delgado
10. Awe, de Sierra Maestra (3:15)
11. El Guayabero, de Sierra Maestra (3:53)
12. A mi manera, de Sierra Maestra (2:36)
13. Besame mama, de Poncho Sanchez (6:33)
14. Do You Dig It, de Ray Barretto (2:26)
15. Me faltabas tú, de José Antonio Méndez (interprété par Jean-Marie Sénia)
16. Salsa, de Yuri Buenaventura (4:28)
17. El son hay que llevarlo en el corazon, de Sierra Maestra
18. Mi musica es tu musica, de Sierra Maestra (5:12)
19. Semilla de cana brava, de Sierra Maestra (3:46)
20. El rabito del lechón
21. Son para ti, de Sierra Maestra
22. A la hora que me lLamen voy, de El Orchestro Original de Manzanillo (4:29)
23. El pito asi se goza, de Isidro Infante, La Elite (4:11)

## Accueil

### Critique
Samuel Blumenfeld du Monde avoue que ce film contient « un scénario sommaire, entièrement prévisible, et une interprétation plutôt faible ne réussissent pourtant pas à gâter entièrement un film qui sait laisser une place importante à la musique cubaine ».